# Cryptantha glareosa
Cryptantha glareosa là loài thực vật có hoa trong họ Mồ hôi. Loài này được (Phil.) Greene mô tả khoa học đầu tiên năm 1887.